# Scotophaeus nossibeensis
Scotophaeus nossibeensis är en spindelart som beskrevs av Embrik Strand 1907. Scotophaeus nossibeensis ingår i släktet Scotophaeus och familjen plattbuksspindlar.
Artens utbredningsområde är Madagaskar. Inga underarter finns listade i Catalogue of Life.